# Carl Daub

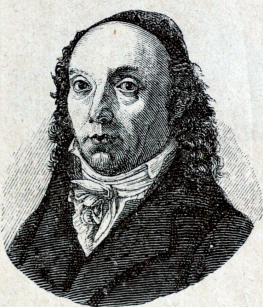
Karl Daub

Carl Daub (20 de marzo de 1765 – 22 de noviembre de 1836), fue un teólogo protestante alemán, cuya influencia se extendió a lo largo del siglo XIX.

## Vida y obra
Nació en Kassel y estudió filosofía, filología y teología en la Universidad de Marburgo en 1786, y eventualmente (1795) se convirtió en profesor ordinario de teología en la Universidad de Heidelberg, donde permaneció hasta su muerte.
Daub fue uno de los líderes de una escuela de pensamiento que buscaba reconciliar la teología y la filosofía, y proveer a la teología ortodoxa de una reconstrucción especulativa del dogma. En el decurso de su desarrollo intelectual, se vio sucesivamente influenciado por Immanuel Kant, Friedrich Schelling y G. W. F. Hegel, y por causa de las diferentes fases de su pensamiento, fue llamado el Talleyrand del pensamiento alemán. Sin embargo, había un gran defecto en su teología especulativa: Daub ignoraba la crítica histórica. El propósito de su pensamiento fue, como lo ha sugerido Otto Pfleiderer,

"conectar las ideas metafísicas, a las que se ha accedido por medio de la dialéctica filosófica, directamente con las personas y los eventos narrados en los evangelios, y así elevarlos sobre la región de la experiencia ordinaria hacia la de lo supranatural, con el fin de justificar filosóficamente las aserciones más absurdas. Daub se había hecho tan adicto a este principio perverso que pudo deducir no sólo a Jesús como la plasmación de la idea filosófica de la unión entre Dios y el hombre, sino también a Judas Iscariote como la realización de la idea de un rival de Dios, o Satanás."

Las tres etapas en el desarrollo del pensamiento de Daub pueden distinguirse con facilidad en sus escritos. Su Lehrbuch der Katechetik (1801) fue escrito bajo el embrujo de Kant. Su Theologumena (1806), su Einleitung in das Studium der Christi. Dogmatik (1810), y su Judas Ischarioth (2 vols., 1816, 2nd ed., 1818), fueron todos escritos en el espíritu de Schelling, el último de los cuales refleja un cambio en el mismo Schelling de la teosofía a la filosofía positiva. Las obras de Daub, Die dogmatische Theologiejetziger Zeit oder die Selbstsucht in der Wissenschaft des Glaubens (1833), y sus Vorlesungen uber die Prolegomena zur Dogmatik (1839), son hegelianas en princio y oscuras en su exposición. 